# Gynura steenisii
Gynura steenisii là một loài thực vật có hoa trong họ Cúc. Loài này được F.G.Davies mô tả khoa học đầu tiên năm 1981.